# Эйдскуг
Эйдскуг (норв. Eidskog) — коммуна в губернии Хедмарк в Норвегии. Административный центр коммуны — город Скоттеруд. Официальный язык коммуны — букмол. Население коммуны на 2007 год составляло 6397 чел. Площадь коммуны Эйдскуг — 640,67 км², код-идентификатор — 0420.

## История населения коммуны
Население коммуны за последние 60 лет.

## Известные уроженцы
- Бёрли, Ханс (1918—1989)  — норвежский поэт и писатель.